# Münchenbryggeriet

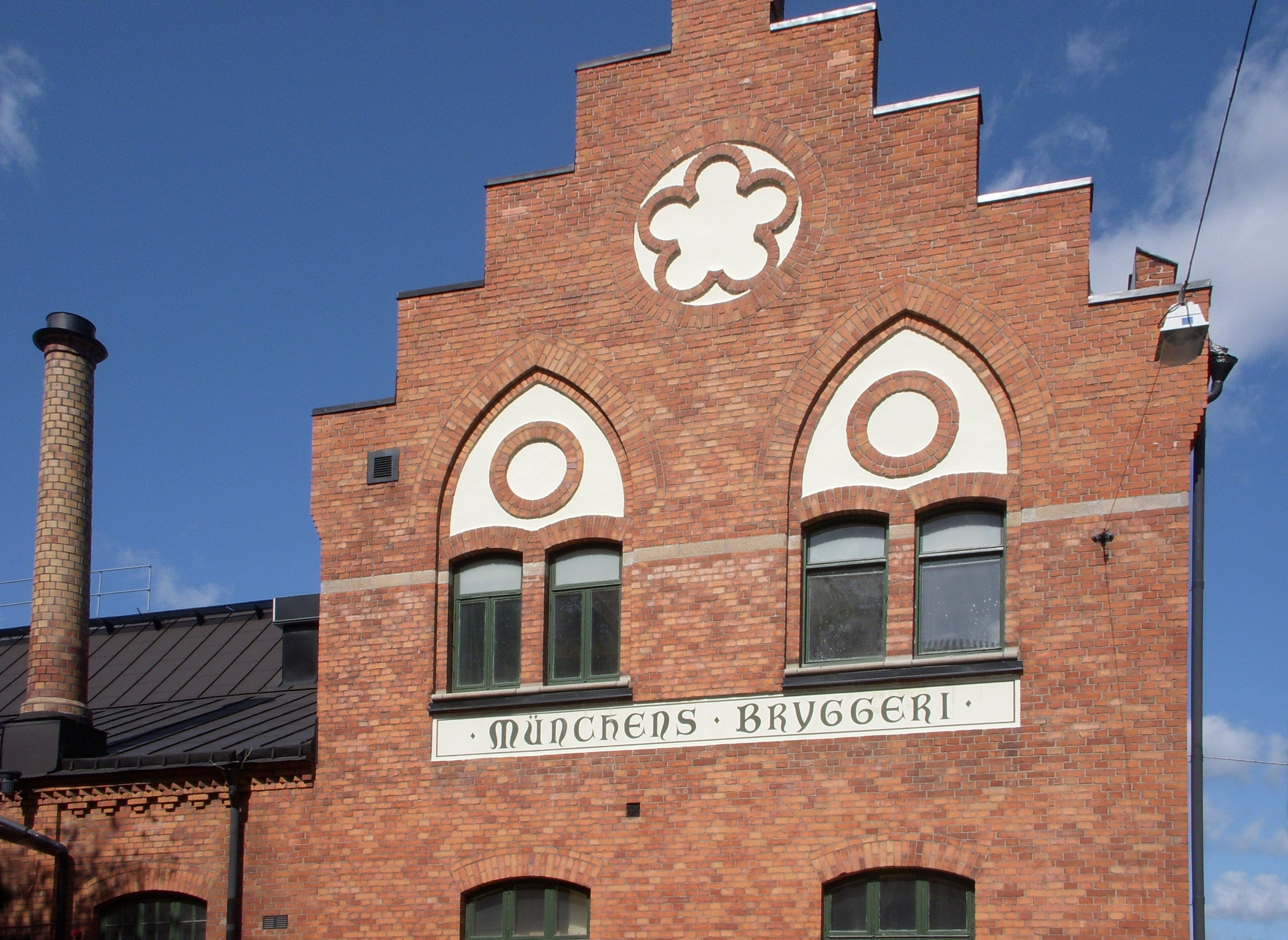
Münchens bryggeri, pignon à échelons sur la rue Torkel Knutssonsgatan en 2009.

Münchenbryggeriet (anciennement Münchens bryggeri, dans les deux cas la brasserie de Munich) est un centre de congrès et de conférences situé sur la rive nord de l'île Södermalm au centre de Stockholm en Suède.
Les locaux abritaient jusqu'en 1971 une brasserie. La production de bière y avait commencé en 1857 dans des locaux précédemment occupés par une usine textile. Après un incendie majeur en 1893, la brasserie fut reconstruite rapidement en style renaissance. La façade qui donne sur le lac Mälar fait aujourd'hui partie du paysage urbain de Stockholm. Le bâtiment a été menacé de démolition en 1971, le propriétaire des lieux, le brasseur suédois Pripps (aujourd'hui marque du groupe danois Carlsberg), ayant décidé de transférer sa production à Bromma. Après les élections de 1976, il fut néanmoins décidé de conserver le bâtiment, qui abrite aujourd'hui un centre de congrès et de conférences, ainsi que des bureaux.

## De la fabrique textile à la brasserie mécanisée

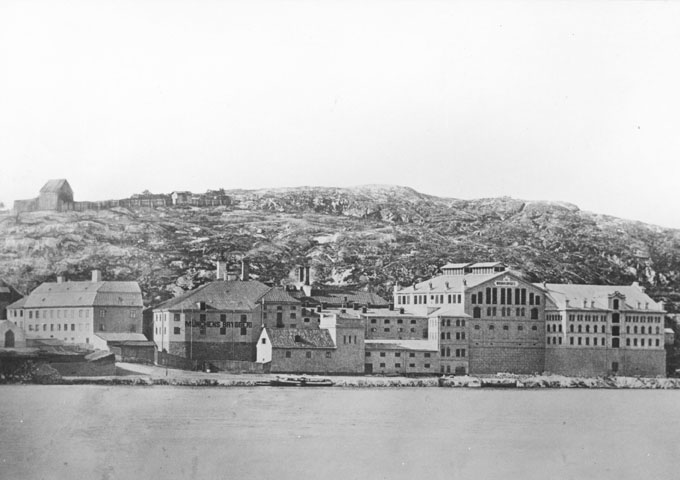
La brasserie de Munich sur les rives du lac Mälar dans les années 1860, avant l'incendie de 1893.

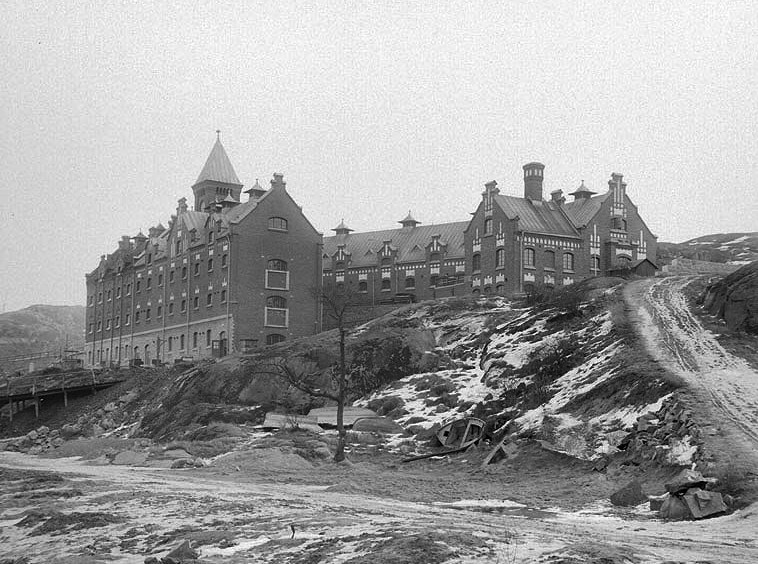
Les écuries en 1906, avec la future rue Eolsgatan sur la droite

C'est en 1740 que la corporation des brasseurs fonde une manufacture de vêtements sur le site aujourd'hui occupé par la brasserie de Munich. Il est alors tout à fait exceptionnel qu'une corporation possède une fabrique de vêtements, mais en juin 1739 le roi avait incité la bourgeoisie à se lancer dans la production industrielle. La corporation se voit attribuer un privilège pour la fabrication de vêtements le 18 août 1740 et se porte peu après acquéreur du terrain situé sur les rives du lac Mälar. Pendant la première année d'activité, elle dispose de deux métiers à tisser et de 30 employés. L'activité culmine dans les années 1760, avec douze métiers à tisser et 150 employés. L'usine est dirigée à partir de 1751 par Jakob Hongelin, puis par son fils Jakob Vilhelm Hongelin. Faisant face à un contexte difficile, elle doit fermer ses portes en 1803, mais l'activité redémarre sous la direction de Johan Christian Fougt. Pendant quelques décennies, l'usine connaît une nouvelle période faste, et à partir des années 1840 elle est rejointe sur les lieux par une fabrique de carrelage.
Lorsque le grossiste  C. C. Brusell & Co rachète le terrain en 1855, il prend possession d'une fabrique de textile et de carrelage équipée d'une machine à vapeur. Les locaux sont alors transformés en brasserie. Aucune brasserie de Stockholm n'avait auparavant été équipée d'une machine à vapeur. C'est cette mécanisation qui est à l'origine de la transformation des brasseries en véritables industries modernes. Le choix du nom Münchens Bryggeri a pour objectif de promouvoir l'image du produit phare, la Münchener, très populaire à cette époque. La fabrication et la vente commencent en avril 1857.
Pour la brasserie, l'emplacement est idéal car la fabrication de bière requiert d'importantes quantités de glace. On utilise alors directement la glace du lac Mälar pour refroidir la bière pendant la fermentation et le stockage. Dès ses débuts, la brasserie de Munich prospère, la production y augmentant régulièrement. Elle s'accroît progressivement avec la construction de nouveaux bâtiments sur le terrain.
La production de bière est alors saisonnière : il se vend plus de bière en été qu'en hiver. Une grande partie des emplois saisonniers sont occupés par des femmes originaires de Dalécarlie. Stockholm est en effet au XIXe siècle la cible d'une migration massive en provenance de cette région de l'ouest de la Suède. C'est un travail difficile : une palette de 100 bouteilles pèse 90 kg et doit être soulevée à une hauteur de 125 cm par deux femmes. Le travail, qui inclut aussi les tâches de nettoyage, remplissage des bouteilles, pose des bouchons et étiquetage est toutefois le mieux payé des emplois de manutention ouverts aux femmes.

## Photographies historiques

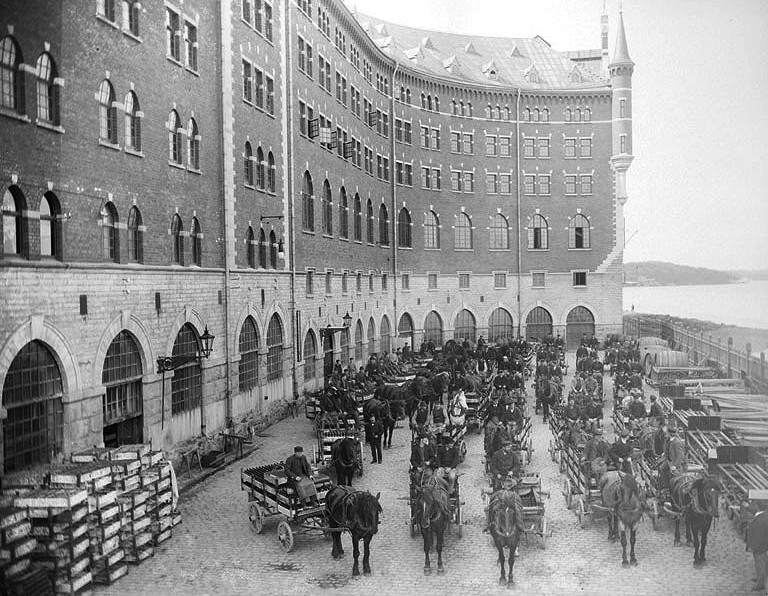
Véhicules de transport devant la brasserie en 1896.
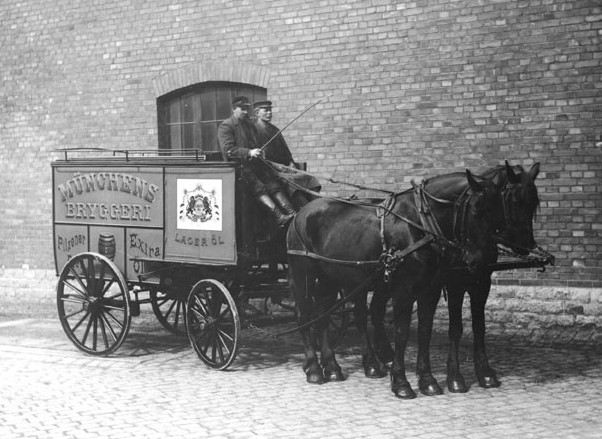
Véhicule de transport en 1895.
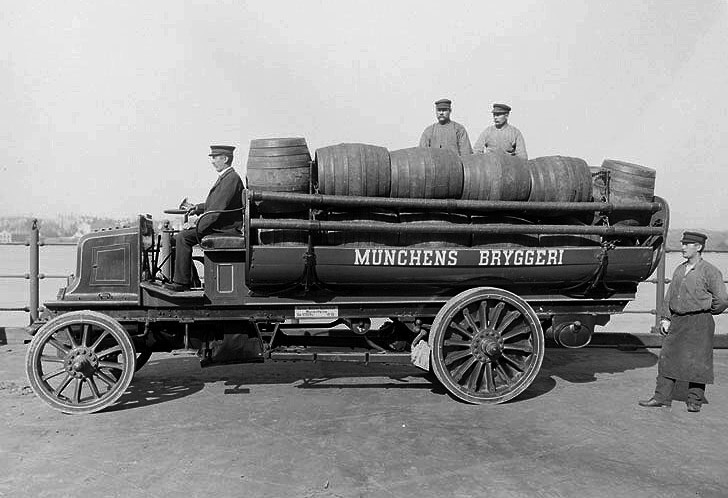
Véhicule de transport en 1903.
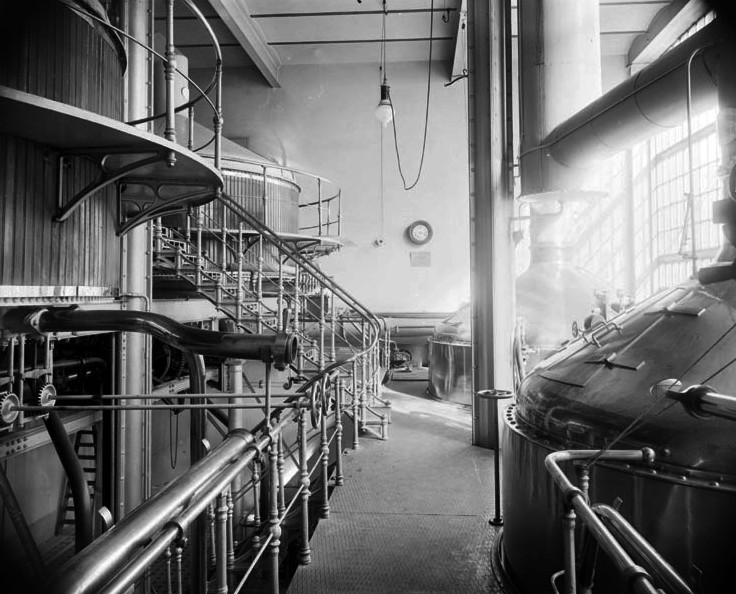
L'intérieur de la brasserie en 1905.

## Le grand incendie
La nuit de Pâques 1893, alors que des travaux d'aménagement sont en cours, un violent incendie détruit la brasserie de Munich. En seulement une année, de nouveaux locaux sont construits, même si la reconstruction de la nouvelle brasserie ne prend fin qu'en 1903. L'incendie est finalement un bienfait pour la brasserie de Munich. Les nouveaux locaux sont en effet plus modernes et plus adaptés à l'activité que ceux de ses concurrents, et elle peut s'agrandir, devenant avec le tournant du siècle la plus grande brasserie de Suède avec 350 employés et une production annuelle de 150 000 hectolitres de bière, ce qui représente à l'époque un dixième de la production nationale et un quart de la production de la capitale.
Après l'incendie, la reconstruction est dirigée par l'architecte Hjalmar Kumlien et l'ingénieur Alvin Jacobi. C. F. Qvennerstedt, directeur de l'usine depuis 1874, s'emploie à utiliser la main d'œuvre de la brasserie pour les travaux de reconstruction. Aucun ouvrier n'est ainsi licencié, et les salaires sont maintenus. Le nouveau bâtiment qui naît des cendres en 1894 est caractérisé par sa longue façade de style renaissance et ses pignons néogothiques. La façade nord, qui donne sur le lac Mälar, est constituée de 1,2 million de briques. Son apparence est aujourd'hui identique à celle qu'elle avait à la fin du XIXe siècle.
Dans les années 1890, la brasserie de Munich rachète à l'hospice de Kristinehov un terrain situé 500 mètres plus à l'ouest. Là, on construit en 1897 une forge et une écurie, qui aurait renfermé sur trois niveaux des stalles pour 200 chevaux. L'écurie a aujourd'hui disparu, elle a été remplacée au numéro 2 de la rue Heleneborgsgatan par des immeubles d'habitation construits en 1982.

## Cartel et monopole

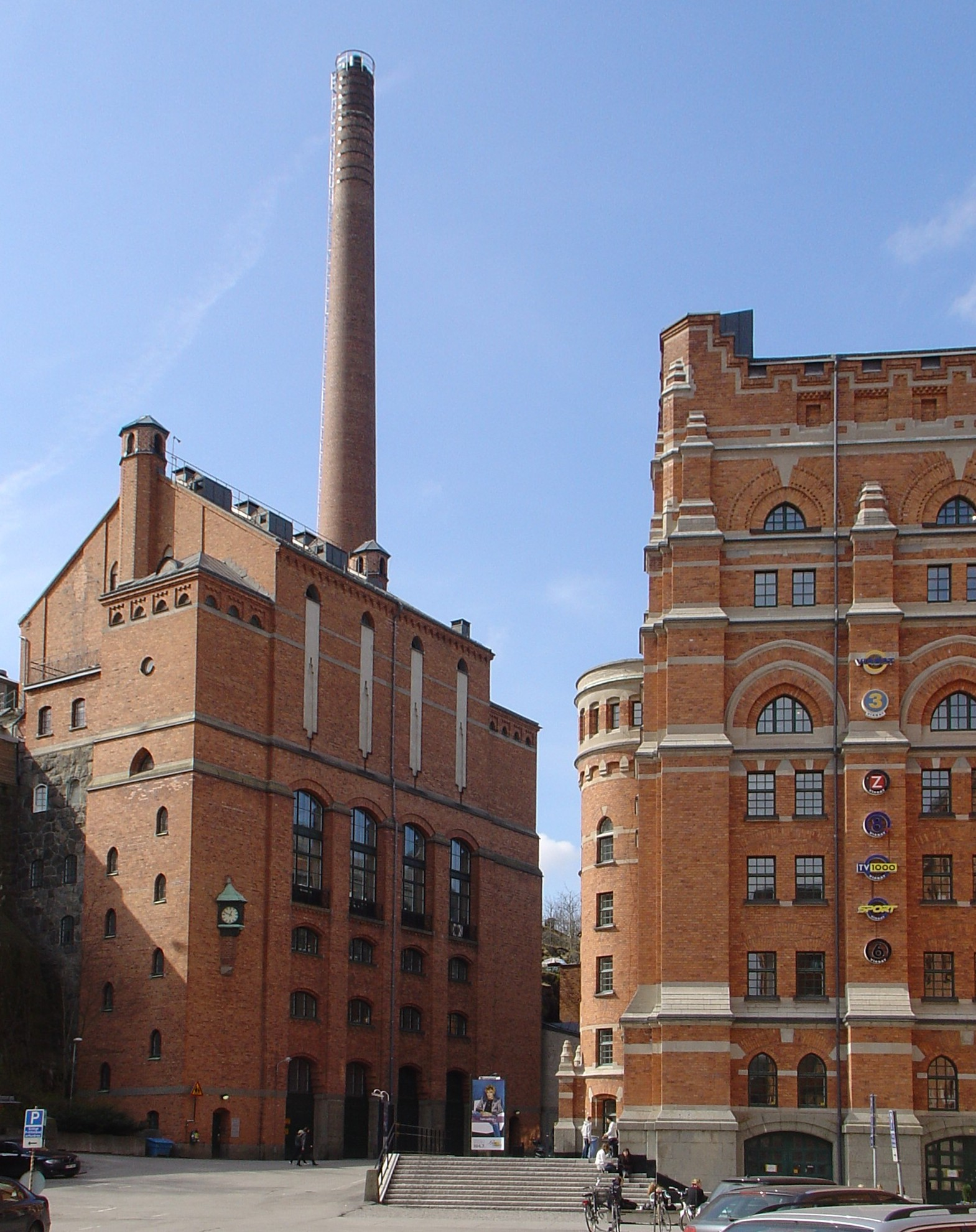
La cour intérieure, avec la cheminée construite dans les années 1920.

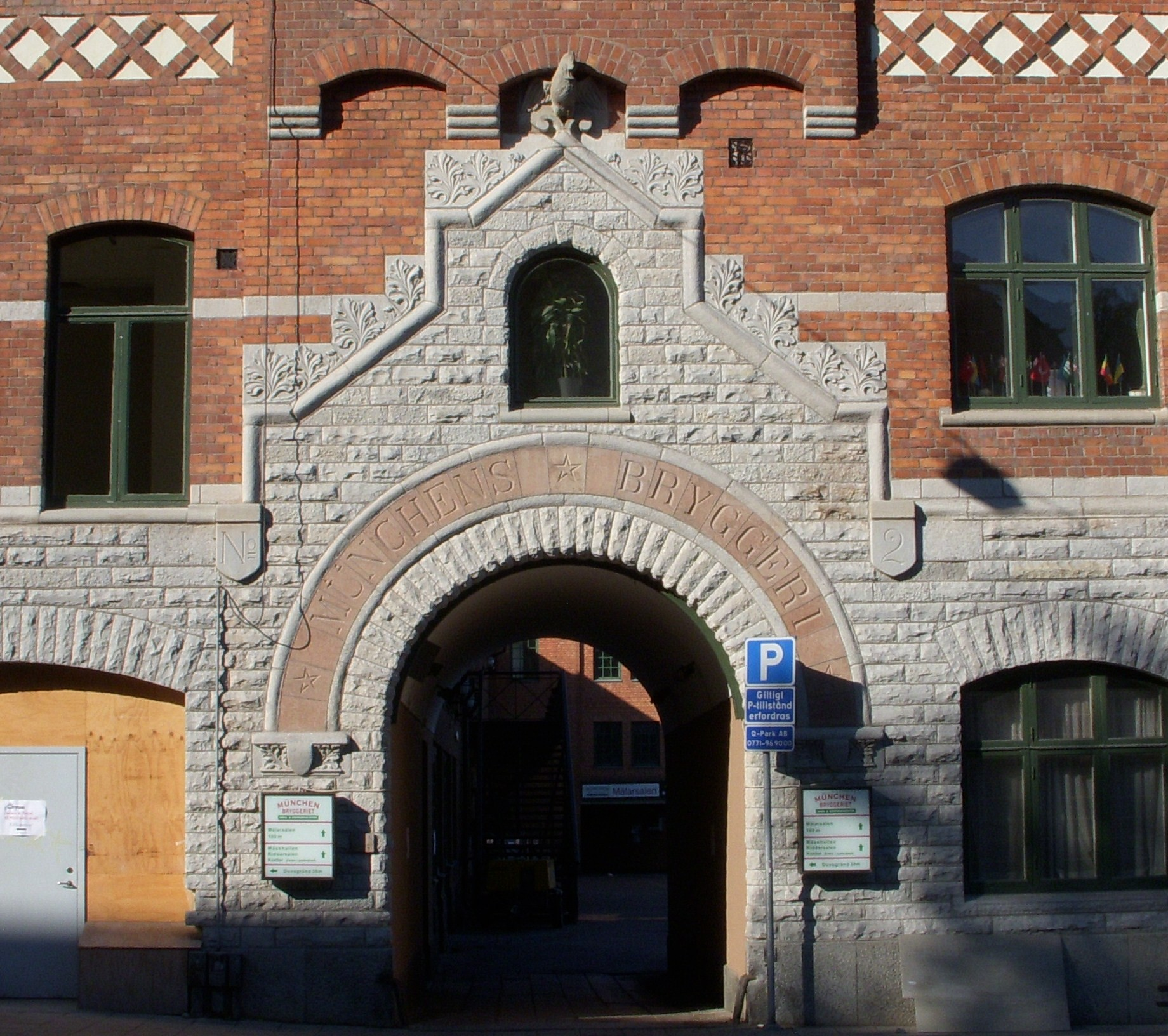
Le portail sur la rue Torkel Knutssonsgatan.

À partir des années 1870, les différents brasseurs de Stockholm tentent de constituer un cartel afin d'augmenter le prix de la bière et d'accroitre leurs profits. À la fin des années 1880, on cherche à regrouper tous les brasseurs au sein d'un consortium. L'année 1889 est ainsi marquée par le rachat d'une série de petits brasseurs et leur revente à une entité qui vient tout juste d'être créée, les brasseries de Stockholm (Stockholms Bryggerier).
En 1910, les brasseries de Stockholm se portent acquéreurs de la brasserie de Munich, et achètent pratiquement simultanément quatre autres brasseurs. Elles se placent ainsi en position de monopole sur Stockholm et sa région. Conformément à un accord de cartel entre les deux groupes, le brasseur Pripp & Lyckholm obtient dans le même temps le monopole de la fabrication et de la vente de bière dans l'ouest du pays.
Dans les années 1920, la brasserie de Munich est vigoureusement agrandie et modernisée. Les anciennes cuves de bois sont ainsi remplacées par des containers en acier et aluminium et le procédé de nettoyage est automatisé. On construit également une chaudière centrale et une grande cheminée, toujours présente aujourd'hui. Dans les années 1930, l'ensemble du processus de production est automatisé, et une dernière rénovation a lieu dans les années 1950. Au plus fort de son activité, la production atteint 60 000 bouteilles de bière par heure.
Dans les années 1920, le monopole des brasseries de Stockholm est remis en cause lorsque trois fabricants de spiritueux se voient autoriser à brasser de la bière légère. Le premier, Birger Jarls bryggeri, est toutefois racheté après seulement deux années d'activité. Le second, Bryggeriet Kronan, est incorporé aux brasseries de Stockholm en 1938. Quant au troisième, Hembryggeriet, il connait des difficultés pendant la Deuxième Guerre mondiale, passe sous le contrôle des brasseries de Stockholm au travers d'une société écran, et est rapidement démantelé. En une dizaine d'années, les brasseries de Stockholm retrouvent donc leur monopole sur la région de Stockholm. Ce monopole se poursuit jusqu’à ce qu'une loi interdise les cartels et que la concurrence s'installe en provenance du reste du pays. Les deux géants de la bière, brasseries de Stockholm et Pripp & Lyckholm, fusionnent toutefois en 1964 pour créer un nouveau groupe, les brasseries Pripps.

## La production de bière déménage à Bromma
Avec le transfert de la production de bière vers la nouvelle brasserie Pripps à Bromma, septembre 1971 marque la fin d'une époque pour la brasserie de Munich. En 2001, Pripps, qui est passé entretemps dans les mains du groupe norvégien Ringnes, est racheté par le brasseur danois Carlsberg et est fusionné avec un autre brasseur suédois, Falcon. La nouvelle entité prend le nom de Carlsberg Suède. En raison des difficultés dans le secteur, Carlsberg Suède prend à l'automne 2003 la décision de fermer la brasserie de Bromma.

## Menaces de démolition et protestations
Dans les années 1971-72, des petites industries, des bureaux et des associations emménagent dans les locaux de la brasserie. La salle de danse Mälarsalen, qui est ouverte en 1972 à l'initiative de Hans Ryberg, connaît un large succès populaire. Musikbryggeriet, l'une des dernières salles de concert de Stockholm dédiées au rock progressif, s'installe dans les années 1974-1977 près des anciennes écuries, dans le prolongement de la rue Högalidsgatan (aujourd'hui rue Münchensbacken). Elle est dirigée jusqu'en 1976 par le musicien Bill Öhrström, puis par une association. La ville de Stockholm achète les locaux en 1974 avec l'intention de les démolir et de les remplacer par des logements. Cette transformation significative du paysage urbain suscite une importante vague de protestation conduite par Hans Ryberg, le directeur de la salle de danse Mälarsalen.
Plus de 20 000 personnes, parmi lesquelles Astrid Lindgren, Evert Taube, Tage Danielsson, Povel Ramel et Per Anders Fogelström, signent une pétition contre la démolition. Astrid Lindgren déclare que "si ce lieu qui inclut la merveilleuse Mälarsalen n'existait pas, il faudrait l'inventer". Le musée de la ville de Stockholm (Stockholms stadsmuseum) et la direction nationale du patrimoine (Riksantikvarieämbetet) se rangent du côté des protestataires. Malgré tout, le conseil municipal de Stockholm vote la démolition de la brasserie par une majorité d'une voix.
Le bâtiment doit finalement son salut aux élections générales de 1976. L'opposition conservatrice, qui avait soutenu le mouvement de protestation avant le scrutin, s'empare de la majorité au parlement le 19 septembre. Les travaux de démolition, qui doivent débuter onze jours plus tard, sont annulés.

## Panorama

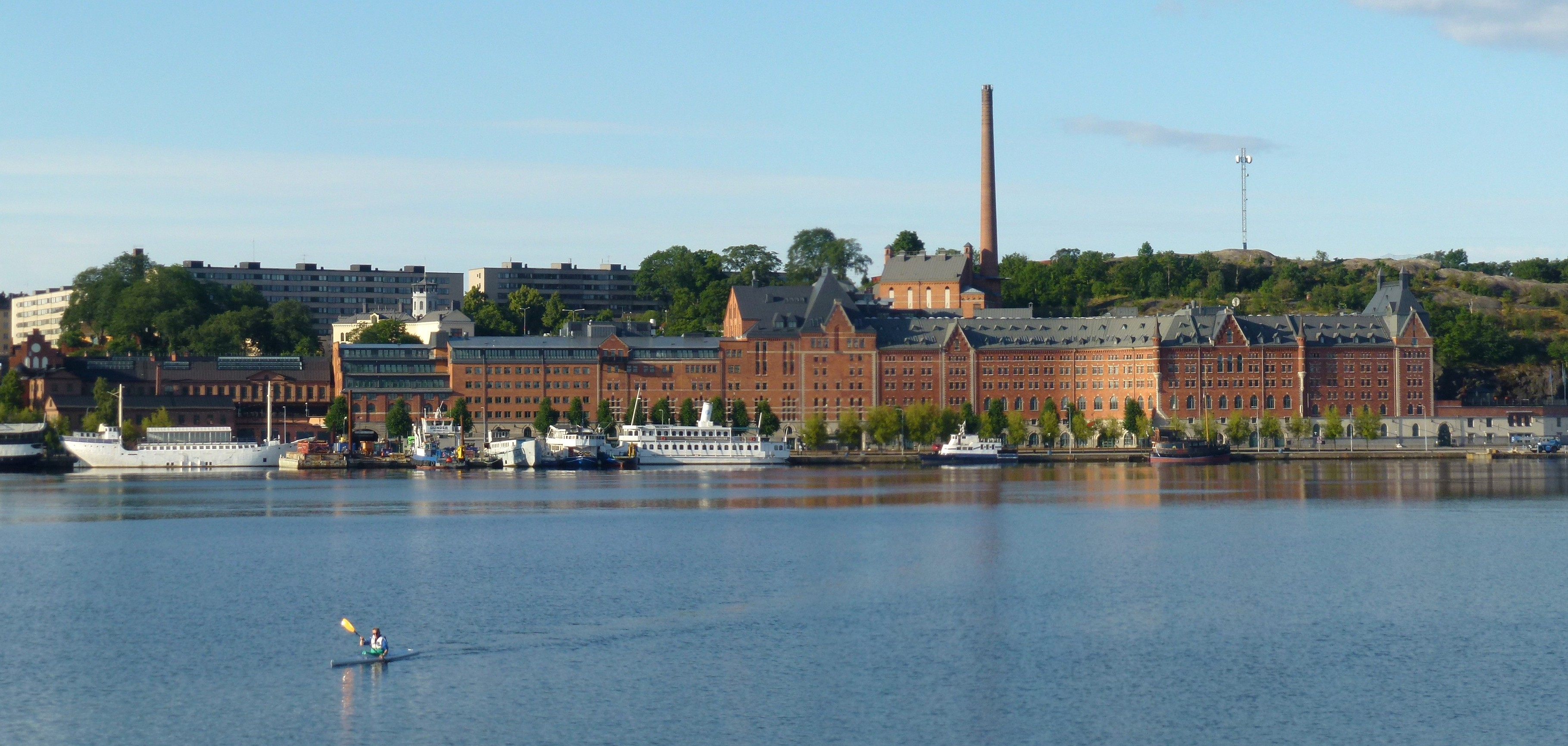
La brasserie de Munich sur les rives du lac Mälar en juillet 2012.

## La brasserie de Munich aujourd'hui
En 1979, le constructeur immobilier ABV achète à la commune le bâtiment principal de la brasserie et entreprend la rénovation des 46 000 m2 de locaux. Ces travaux, dirigés par l'architecte Sune Malmquist, se concluent en 1985 pour une facture de 200 million de couronnes.
Aujourd'hui, la brasserie de Munich est un centre de congrès et de conférences qui inclut aussi, entre autres, l'école du ballet royal de Stockholm. La nouvelle salle de congrès a été aménagée en convertissant environ 2 000 m2 des locaux de la brasserie, précédemment occupés par une ferblanterie et une imprimerie, pour réaliser ce que la centrale de réservation Konferenspoolen qualifie de "plus beau local de Stockholm". Depuis 1994, elle a été utilisée pour des conférences, des congrès, des expositions, des concerts et des retransmissions télévisées, ce qui l'a fait connaître d'un large public. La Mälarsalen, qui se trouve toujours au sixième étage, est la plus grande salle de danse de Stockholm pour le bugg (une danse très populaire en Suède) et le foxtrot.